# ネリさまぁ〜ず
『ネリさまぁ〜ず』は、日本テレビで放送されたバラエティ番組。
2014年7月13日から10月5日まで日曜日1:20 - 1:50（土曜日深夜）に第1シーズン『ネリさまぁ〜ず』が放送された。
2015年1月7日（水曜日）23:59 - 翌0:54には特別番組『ガチネリさまぁ〜ず』が全国放送された。
同年1月11日から3月29日まで日曜日1:20 - 1:50（土曜日深夜）に第2シーズン『ネリさまぁ〜ず SECOND SEASON』が放送された。

## 概要
かつてTBSで放送されていたさまぁ～ずメインの番組（神さまぁ〜ず、さまぁ～ず式、ホリさまぁ～ず、マルさまぁ～ず、さまぁ〜ずのヤリタ☆ガ〜リ〜）の流れを汲むバラエティ番組であり、『練りに練った企画を、選びに選んだ珠玉のゲストと、台本通りに熟していく』というコンセプトだが実情は異なっている。大竹一樹は企画も担当している。ゲストのお笑い芸人は普段コンビで活動していてもピンで出演する。
さまぁ〜ずが日本テレビでレギュラー番組を持つのは『主演 さまぁ〜ず 〜設定 美容室〜』以来約4年ぶりであり、この番組によりNHKと在京キー局すべてで同時にレギュラー番組を持つことになった。

## 出演者
MC
- さまぁ〜ず（三村マサカズ・大竹一樹）

アシスタント
- 佐藤美希

準レギュラー
- 愛菜 - トラブルガール

## 放送リスト
ネリさまぁ〜ず
| 1             | 7月13日 （2:00 - 2:30） | 出会って10秒で反応ゲーム                                      | コカドケンタロウ（ロッチ） 塚地武雅（ドランクドラゴン）                | 愛菜                                              |
| 2             | 7月20日 （2:25 - 2:55） | 一問一答一例え                                                | 博多大吉（博多華丸・大吉） 伊達みきお（サンドウィッチマン）            | 尾崎ナナ 白石みずほ                               |
| 3             | 7月27日 （1:25 - 1:55） | ブラをしているのは誰だ!? ブラ狼                               | 鈴木拓（ドランクドラゴン） 又吉直樹（ピース）                          | -                                                 |
| 4             | 8月3日 （1:25 - 1:55）  | 根性あっから使ってください! ド根性ガール                      | 飯尾和樹（ずん） 澤部佑（ハライチ）                                    | 愛菜 吉見衣世 植田真唯 安藤あいか                 |
| 5             | 8月10日 （1:25 - 1:55） | 叩け大口! ビッグマウスマン                                    | 田中卓志（アンガールズ） 澤部佑（ハライチ）                            | 愛菜                                              |
| 6             | 8月17日 （3:25 - 3:55） | 三村VS大竹 真夏のさまぁ～ウォーズ2014                         | 児嶋一哉（アンジャッシュ）                                             | -                                                 |
| 7             | 8月24日 （2:25 - 2:55） | 聖なる玉を運べ! 大峠祭り                                      | 有吉弘行                                                               | 小峠英二（バイきんぐ） 葉月ゆめ 原アンナ 辺見玲菜 |
| 8             | 9月7日 （1:25 - 1:55）  | ジェラシー吉田がやってきた!!                                  | ブラックマヨネーズ                                                     | 葉月ゆめ 原アンナ 辺見玲菜 三島ゆかり 優月未遊    |
| 9             | 9月13日 （1:25 - 1:55） | 今夜開店! クラブ・フォローミーへようこそ!                     | 飯尾和樹（ずん） 澤部佑（ハライチ）                                    | 新城ひめり 原田真緒 下館夏希 大濠ハンナ 山下若菜  |
| 10            | 9月20日 （1:25 - 1:55） | 夢か幻か… 発見、ブリーフ村!                                   | 綾部祐二（ピース）                                                     | 飯塚悟志（東京03）                                |
| 11            | 9月27日 （2:25 - 2:55） | クイズ! 大竹はこの後どうする!?                                | ビビる大木 コカドケンタロウ（ロッチ） 伊達みきお（サンドウィッチマン） | 愛菜                                              |
| 12 （最終回） | 10月5日 （1:25 - 1:55） | 絶対笑わないアイドル愛菜VS 絶対笑わせる芸人軍団のガチンコ対決 | コカドケンタロウ（ロッチ） 塚地武雅（ドランクドラゴン）                | 愛菜                                              |

ネリさまぁ〜ず SECOND SEASON
| SP            | 1月7日 （23:59 - 翌0:54） | 特番『ガチネリさまぁ〜ず』 お笑い免許センター   | バナナマン 児嶋一哉（アンジャッシュ） 田中卓志（アンガールズ）             | 愛菜 大濠ハンナ 小原春香 青木まりな 後藤ティファニー                                                                   |
| 1             | 1月11日 （2:05 - 2:35）   | 股引き締めお掃除隊                              | 田中卓志（アンガールズ） 澤部佑（ハライチ）                                | 愛菜 三浦あくり 渋沢一葉 桜野みお 江口亜衣子 平野杏奈 和栗みゆ 森まり 吉沢七海 小泉梓 オクヒラテツコ 茶谷伊織 中原未來 |
| 2             | 1月18日                   | サトミキVS愛菜 ガチンコ三番勝負                 | 塚地武雅（ドランクドラゴン） 飯塚悟志（東京03） コカドケンタロウ（ロッチ） | 愛菜 |
| 3             | 1月25日                   | 小峠オモシロ撮影会                              | 有吉弘行 小峠英二（バイきんぐ）                                            | - |
| 4             | 2月1日 （2:25 - 2:55）    | お笑い免許センター ビビる大木編                 | ビビる大木 コカドケンタロウ（ロッチ）                                      | 愛菜 大濠ハンナ |
| 5             | 2月8日                    | 一問一答一例え                                  | 千鳥                                                                       | 岸明日香 水樹たま 和栗みゆ                                                                                             |
| 6             | 2月15日                   | アンジャッシュのリーダーを決めるガチンコ対決    | アンジャッシュ                                                             | 愛菜 和栗みゆ 優月未遊 安藤あいか 三浦あくり                                                                           |
| 7             | 2月22日 （2:25 - 2:55）   | 竹山キレコード                                  | カンニング竹山 綾部祐二（ピース）                                          | 大濠ハンナ |
| 8             | 3月1日                    | サトミキVSダテミキ アシスタントの座を賭けた戦い | サンドウィッチマン                                                         | - |
| 9             | 3月8日                    | 今夜決定! おもしろルーレットアワード            | ビビる大木 塚地武雅（ドランクドラゴン）                                    | 大濠ハンナ ケルクハナ 小泉梓 三浦あくり 和栗みゆ 森まり 宮本彩希 桜野みお 優月未遊                                     |
| 10            | 3月15日                   | おもしろ妖怪ウォッチング                        | 飯塚悟志（東京03） ノブ（千鳥）                                            | - |
| 11            | 3月22日 （1:45 - 2:15）   | 三村企画 愛菜は本当はいい奴!?                   | コカドケンタロウ（ロッチ） 田中卓志（アンガールズ）                        | 愛菜 |
| 12 （最終回） | 3月29日 （2:25 - 2:55）   | 女子新体操 1点取れたら帰りましょう              | 山崎弘也（アンタッチャブル）                                               | |

## スタッフ
- 企画：大竹一樹
- 構成：大井洋一、福原フトシ、小杉四駆郎
- ナレーター：トビー上原
- カメラ：長尾康平
- VE：石原雄一
- 音声：高山昌樹
- 美術：澁谷政史
- 装置：青木剛
- 装飾：後藤千鶴
- 衣装：横尾毅
- ヘアメイク：大桶恭子
- 音効：村松聡
- 宣伝：三瓶篤樹
- デスク：高桑繭子
- 編集：東勇輝
- MA：石田雅一
- TK：滝本優子
- 製作委員会：篠田大暢、堀越大、藤牧彩、土岐洋久
- AP：久田誠司、若林亜希
- 演出補：本広丈二
- ディレクター：高田直、流郷敏隆、井上洋平
- 演出：水野達也／鈴木淳一
- プロデューサー：下田明宏、飯沼美佐子
- 制作協力：G-yama
- チーフプロデューサー：森實陽三
- 企画制作：日本テレビ
- 制作著作：「ネリさまぁ〜ず」製作委員会、D.N.ドリームパートナーズ、VAP

## ネット局
| 放送対象地域 | 放送局       | 系列           | 放送日時                         | 遅れ       |
| ------------ | ------------ | -------------- | -------------------------------- | ---------- |
| 関東広域圏   | 日本テレビ   | 日本テレビ系列 | 日曜日 1:20 - 1:50（土曜日深夜） | 制作局     |
| 宮城県       | ミヤギテレビ | 日本テレビ系列 | 木曜日 0:59 - 1:29（水曜日深夜） | 遅れネット |
| 中京広域圏   | 中京テレビ   | 日本テレビ系列 | 日曜日 1:25 - 1:55（土曜日深夜） | 遅れネット |
| 北海道       | STV          | 日本テレビ系列 | 土曜日 1:32 - 2:02（金曜日深夜） | 遅れネット |